# 1. oklopno mehanizirana bojna "Sokolovi"
1. Oklopno mehanizirana bojna "Sokolovi" je ustrojena preustrojem 2007. Nastala je od 3. GOMBR-a a njezin "kostur" čine pripadnici 3. i 5. gardijske brigade. Smještena je u našičkoj vojarni, iako bi u skladu s DPR-om u budućnosti trebala biti premještena u Vinkovce.

U svom sastavu bojna ima četiri mehanizirane satnije, te Zapovjednu satniju, Logističku satniju i Satniju za vatrenu potporu što je čini vrlo pokretljivom, mobilnom i samostalnom. Prioritetna aktivnost Sokolova u mirnodopskom razdoblju jest provođenje zadaća vezanih za sudjelovanje u međunarodnim operacijama.